# Alfa Romeo Alfasud
Der Alfasud ist ein Fahrzeug der Kompaktklasse, das vom italienischen Automobilhersteller Alfa Romeo zwischen Frühjahr 1972 und Mitte 1983 hergestellt wurde. Es wurde im November 1971 auf dem Turiner Autosalon erstmals dem Publikum vorgestellt. Der Alfasud wies eine Reihe technischer Neuerungen auf. 

## Vorgeschichte
Der Alfasud stellte das erste von Alfa Romeo in Serie produzierte Modell mit Frontantrieb dar.
Bereits 1960 hatte das Unternehmen mit dem Tipo 103 eine kompakte Limousine mit quer eingebautem Motor und Frontantrieb entwickelt. Ungeachtet der angeblich überzeugenden Ergebnisse zahlreicher Testfahrten hatte sich Alfa Romeo seinerzeit allerdings gegen eine Serienfertigung des Tipo 103 entschieden, da nach damaliger Erwartung mit Modellen der Mittel- und der oberen Mittelklasse größere Gewinne zu erzielen waren. Einige Quellen verweisen auch auf eine informelle Aufteilung des italienischen Automobilmarkts zwischen Fiat und Alfa Romeo, die durch eine Serienfertigung des 103 gegenstandslos geworden wäre.
Zur Herstellung wurde das Alfa-Romeo-Werk in Pomigliano d’Arco in der Nähe von Neapel umgebaut und erweitert. Die Lage im Süden Italiens war Taufpate für den Namen „Alfasud“. Die Entwicklung des gesamten Projekts einschließlich Werksplanung lag in den Händen des Österreichers Rudolf Hruska, der zuvor bereits für Porsche und Fiat gearbeitet hatte. Das Design stammt von Giorgetto Giugiaro, der eigens für dieses Projekt sein Unternehmen Italdesign gründete. Hier entstand auch das Einzelstück des Alfa Romeo Caimano. Die Sportwagen-Studie wurde auf der Basis des Alfasud konstruiert und sollte die sportlichen Eigenschaften der Alfasud-Technik auf Automobil-Ausstellungen hervorheben. 

## Technik
Der Motor des Alfasud ist ein längs eingebauter und wassergekühlter Boxer-Ottomotor mit vier Zylindern. Er wurde für den Alfasud neu entwickelt und hat eine obenliegende Nockenwelle pro Zylinderreihe. Die  Brennräume sind Mulden in den Kolbenböden, die Zylinderköpfe „unten“ eben (Heron-Brennraum). Neuartig war die Einstellung des Ventilspiels. Jedes Ventil wurde mit zwei eng beieinander liegenden Nocken betätigt, zwischen denen die Nockenwelle quer durchbohrt war. Durch diese Löcher waren Schrauben in den Tassenstößeln zugänglich, mit denen das Ventilspiel eingestellt werden konnte. 
Zunächst gab es ihn mit 1,2 Liter Hubraum und 46 kW (63 PS) bei 6000/min. Da diese Version nur mit einem Vierganggetriebe ausgestattet war, wurde der Motor oft deutlich über 6000/min gedreht. Später folgten Erweiterungen bis auf 1,5 (Limousine) und 1,7 Liter (Sprint). Die Vorteile des Boxermotors sind die kurze, flache Bauweise, Laufruhe und niedriger Schwerpunkt. Das vollsynchronisierte Getriebe hat vier oder fünf Gänge.
Die vorderen Scheibenbremsen sind innenliegend, diese Bauweise hat eine geringere ungefederte Masse. Die Vorderräder sind an Dreiecksquerlenkern und MacPherson-Federbeinen aufgehängt, werden zusätzlich durch Zugstreben geführt und sind über einen Querstabilisator verbunden. Die Lenkung ist als Zahnstangenlenkung ausgebildet. Hinten ist eine leichte Starrachse eingebaut, die längs an zwei Wattgestängen und quer von einem Panhardstab geführt wird, die Federung erfolgt mittels Schraubenfedern, in denen koaxial Stoßdämpfer angeordnet sind. Die Hinterräder haben ebenfalls Scheibenbremsen.  Die Handbremse wirkt auf die Scheiben der Vorderräder.
Eine zweite Spritzwand erhöht die Stabilität des Vorderwagens und dämpft das Motorengeräusch zum Innenraum hin. Auch im Motorsport wurde der Alfasud gerne eingesetzt.

## Modellpflege
Die Serienfertigung begann im April 1972. Zuerst war nur die Schräghecklimousine mit vier Türen und kleiner Kofferraumklappe erhältlich. Die in ersten Prospekten und Pressemitteilungen abgebildete zweitürige Variante wurde nicht in die Serienproduktion übernommen. Erst die im Oktober 1973 eingeführte und meist stärkste Modellvariante ti gab es dann (auch stets) als Zweitürer. Anders als das Kürzel vermuten lässt, handelte es sich beim ti nicht um einen Einspritzer. Von der Normalausführung unterschied sich der ti äußerlich durch runde Doppel-Halogenscheinwerfer, Stoßstangen mit Gummihörnern, Bug- und Heckspoiler. Die reichhaltigere Innenausstattung umfasste unter anderem einen Drehzahlmesser und Kopfstützen. Die Leistungssteigerung resultierte aus der Verwendung eines Doppelvergasers von Weber. Zudem hatte der ti ein Fünfganggetriebe erhalten.
Im Februar 1975 brachte Alfa Romeo einen dreitürigen Kombi mit der Typenbezeichnung Giardinetta auf den Markt. Im September 1976 folgte das dreitürige Coupé Alfasud Sprint. Beide Varianten sollten eigentlich schon einige Jahre zuvor in Serie gehen, umfangreiche Streiks im wirtschaftlich benachteiligten Süden Italiens verhinderten dies jedoch.

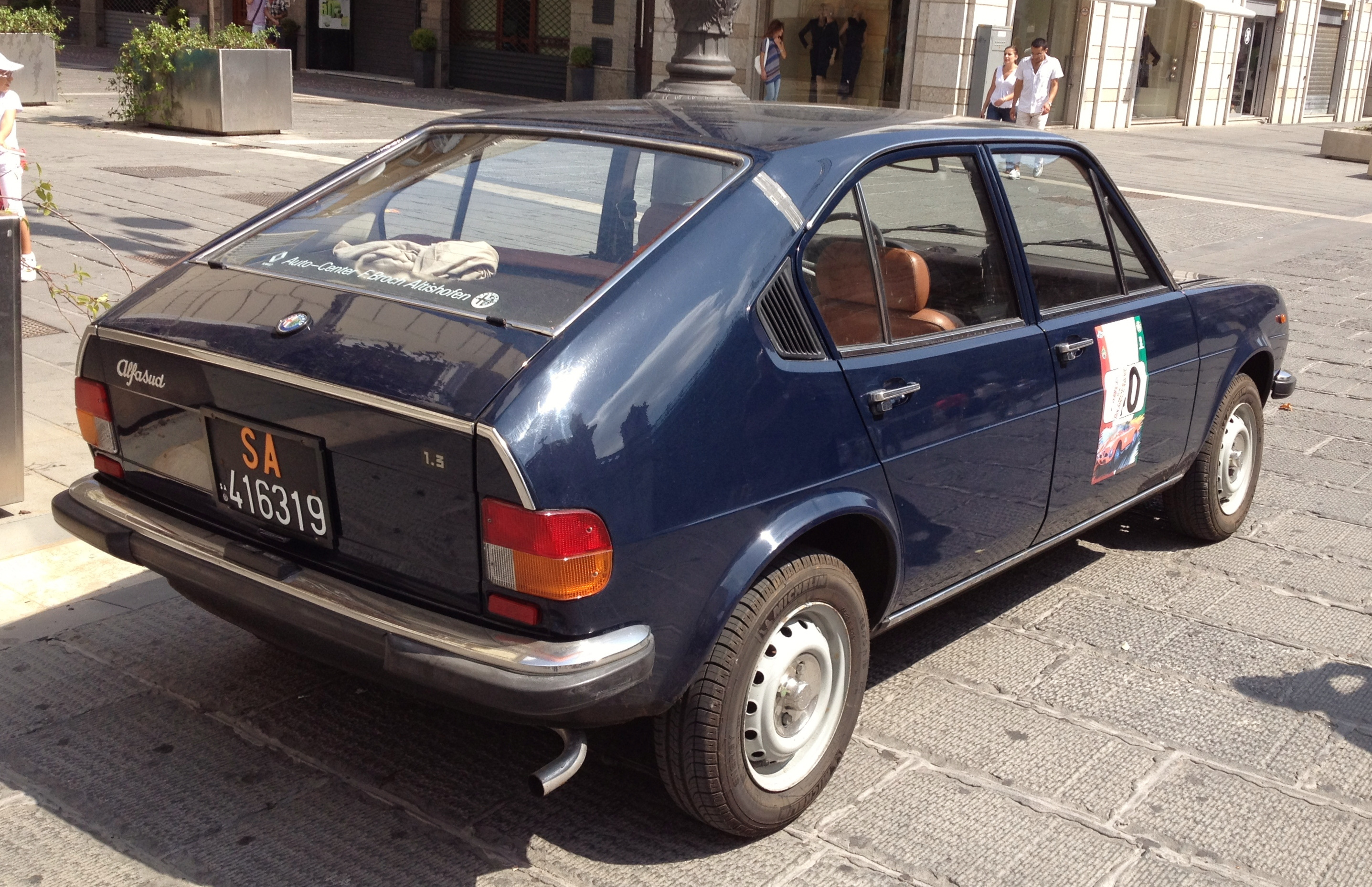
Heckansicht
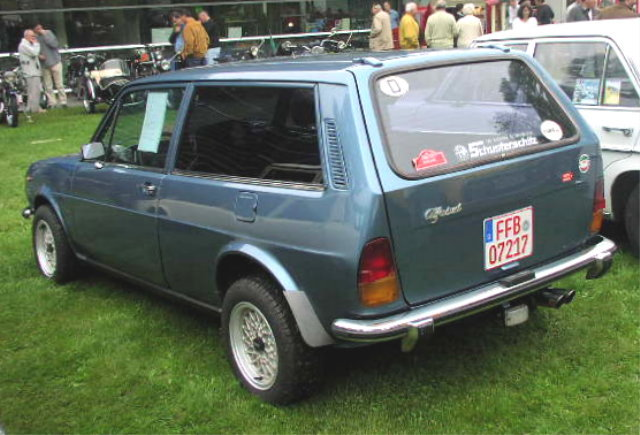
Alfa Romeo Alfasud Giardinetta (1975–1981)
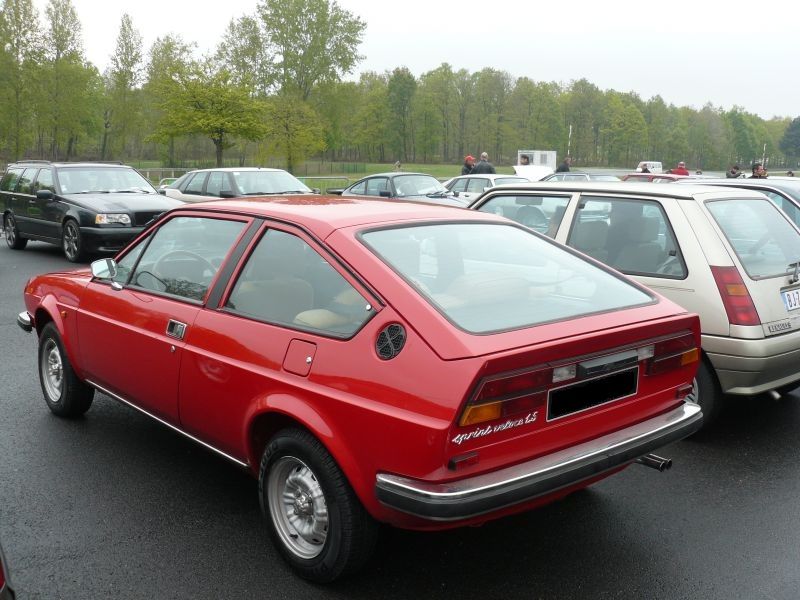
Alfa Romeo Alfasud Sprint (1976–1983)
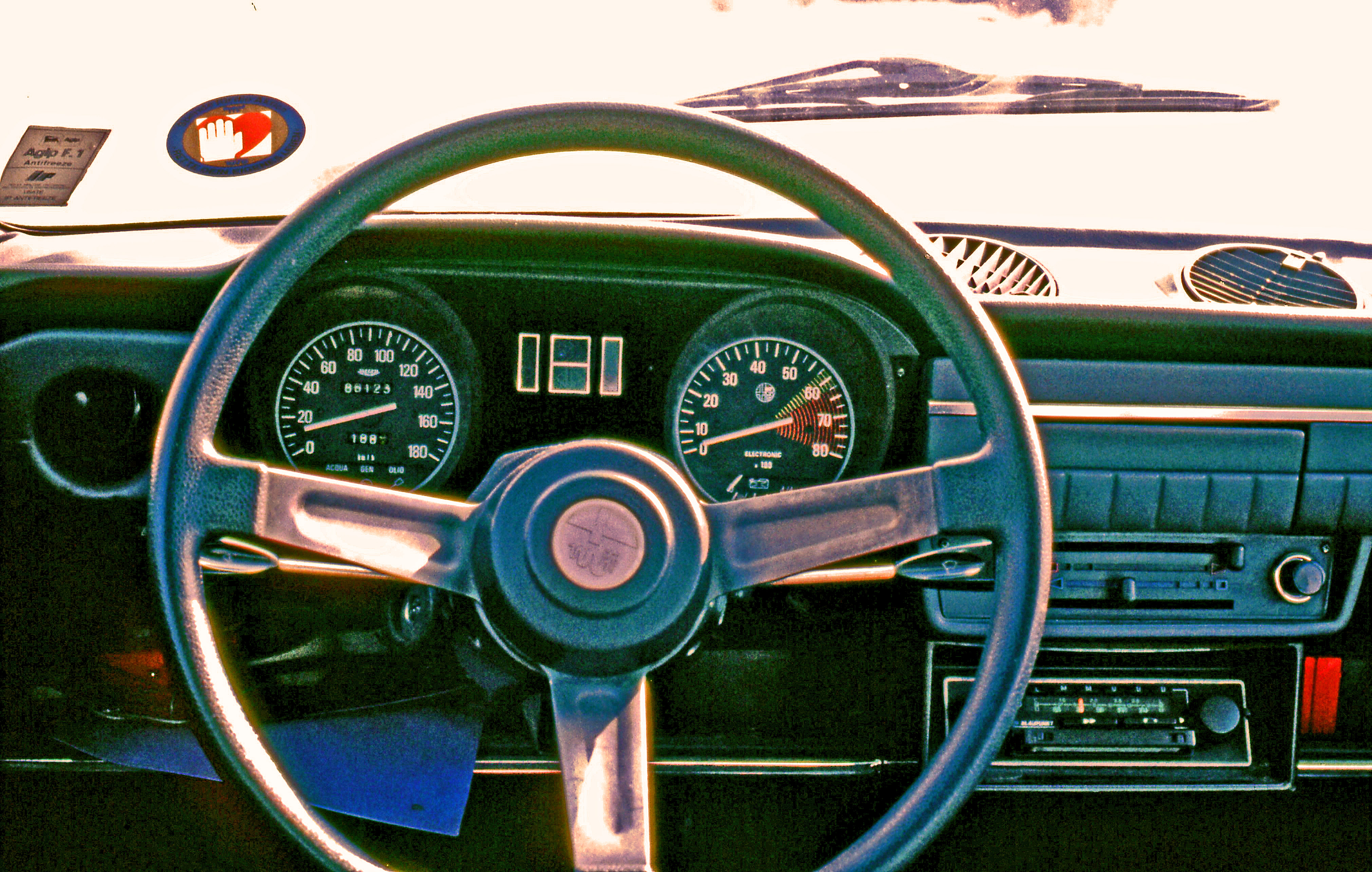
Armaturenbrett
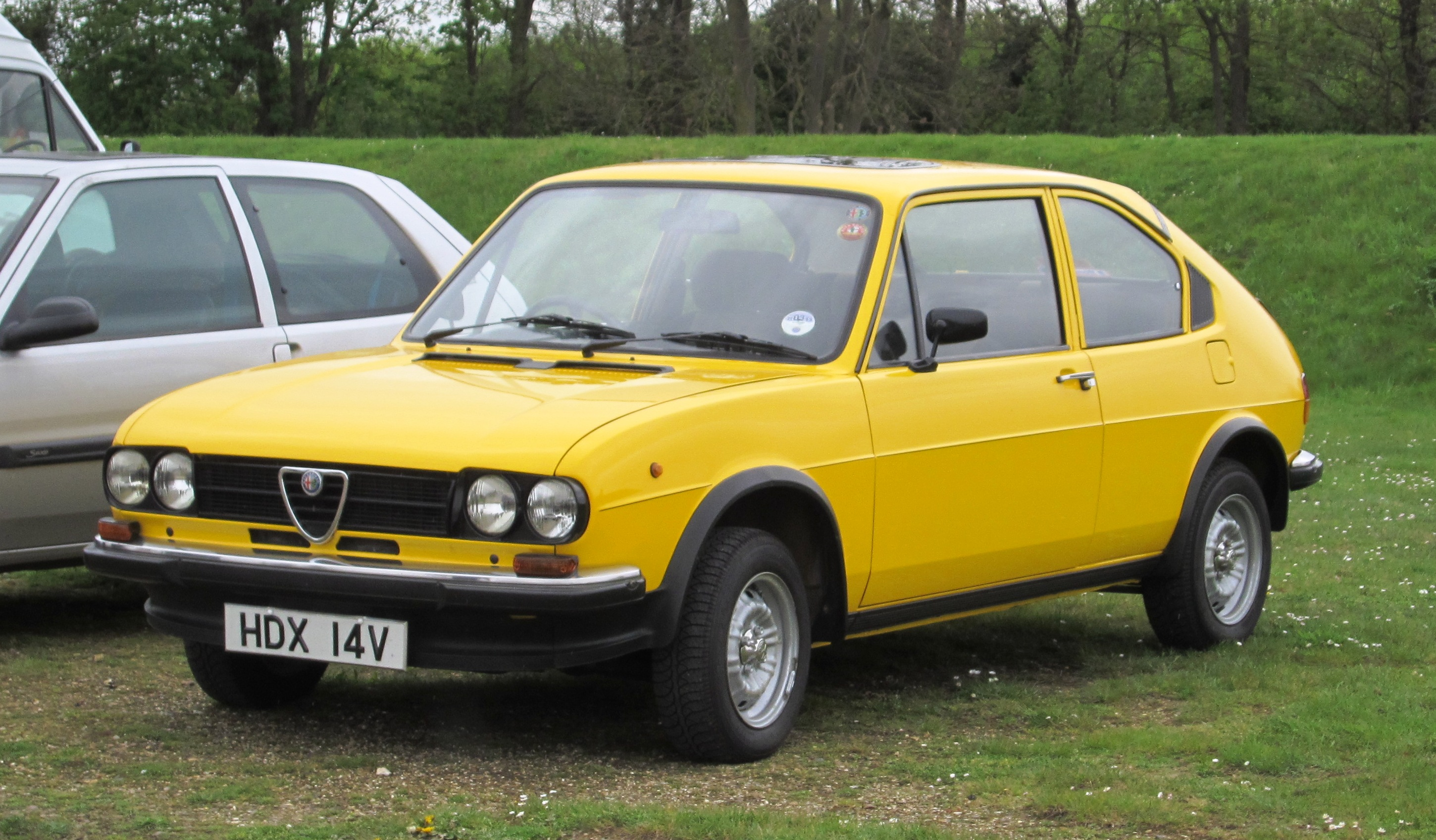
Alfa Romeo Alfasud 1.5 ti (1979)

### Modellpflege 1980
Im März 1980 wurde beim Alfasud eine Modellpflege durchgeführt. Dabei wurden unter anderem der Kühlergrill, die Scheinwerfer, Stoßstangen, Rückleuchten und das Armaturenbrett geändert.
Die Version mit großer Heckklappe erschien erst im Dezember 1981 (Fünftürer: Juni 1982), gleichzeitig wurde die Produktion des Kombis eingestellt. Dabei gab es Modellvarianten mit drei Türen (große Klappe), vier Türen (kleine Kofferraumklappe) und fünf Türen (große Klappe). Die ti-Varianten waren dabei stets zwei- bzw. dreitürig, die leistungsschwächeren Varianten wurden in allen Karosserievarianten geliefert.
Die Produktion der Limousine wurde im Juni 1983 nach 906.824 Exemplaren eingestellt (zusätzlich: Giardinetta mit 5899 Stück). Das Coupé wurde als Sprint (ohne den Zusatz Alfasud) noch bis Dezember 1989 gebaut. Von ihm entstanden 121.434 Einheiten.
Mit zusammen über eine Million Stück hat die Alfasud-Baureihe die bis heute höchsten Produktionszahlen einer Typenreihe in der Geschichte von Alfa Romeo erzielt.

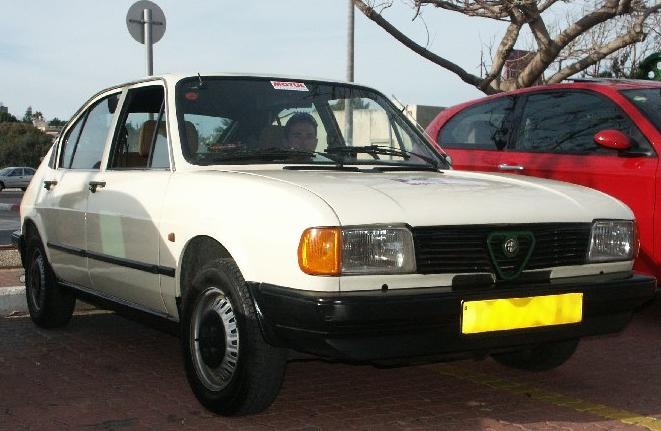
Alfa Romeo Alfasud (1980–1983)
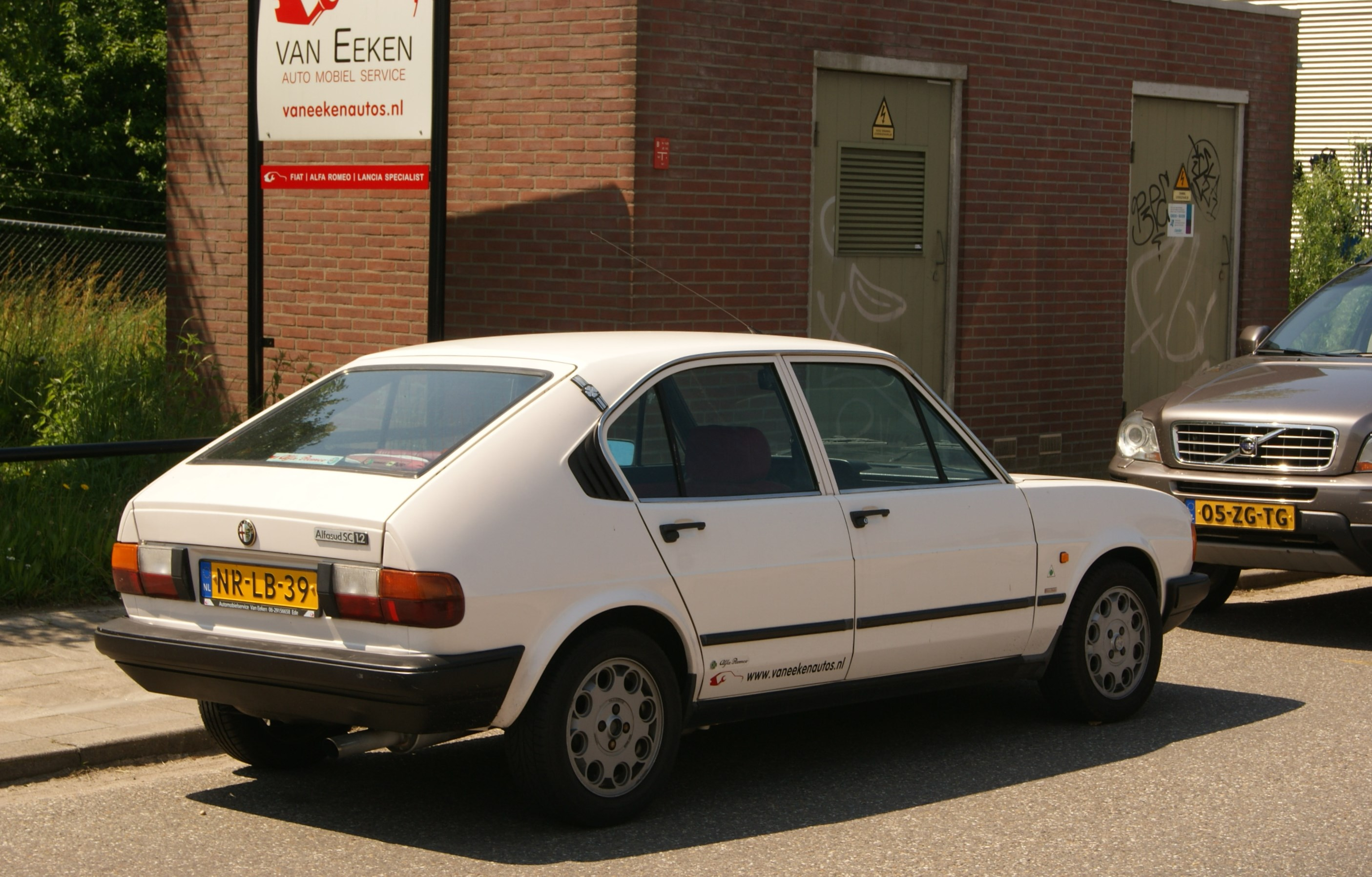
Heckansicht
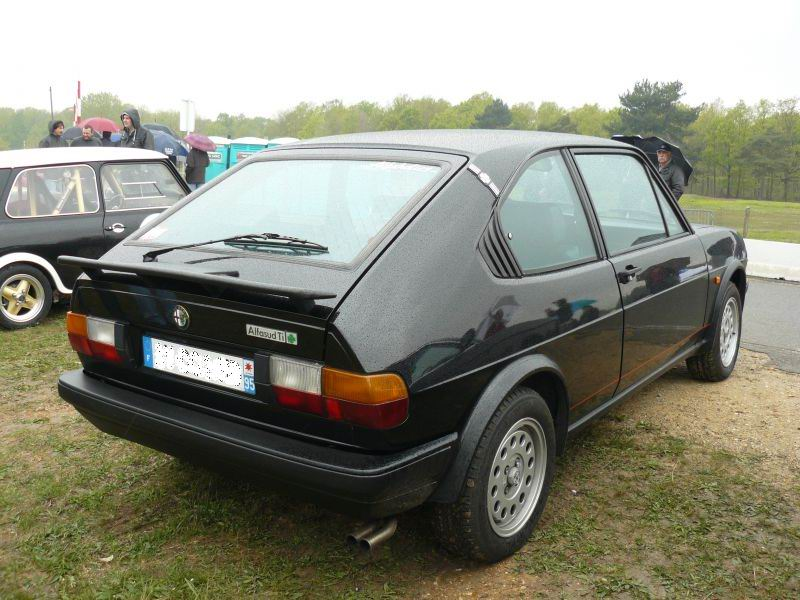
Alfa Romeo Alfasud Dreitürer (1981–1983)
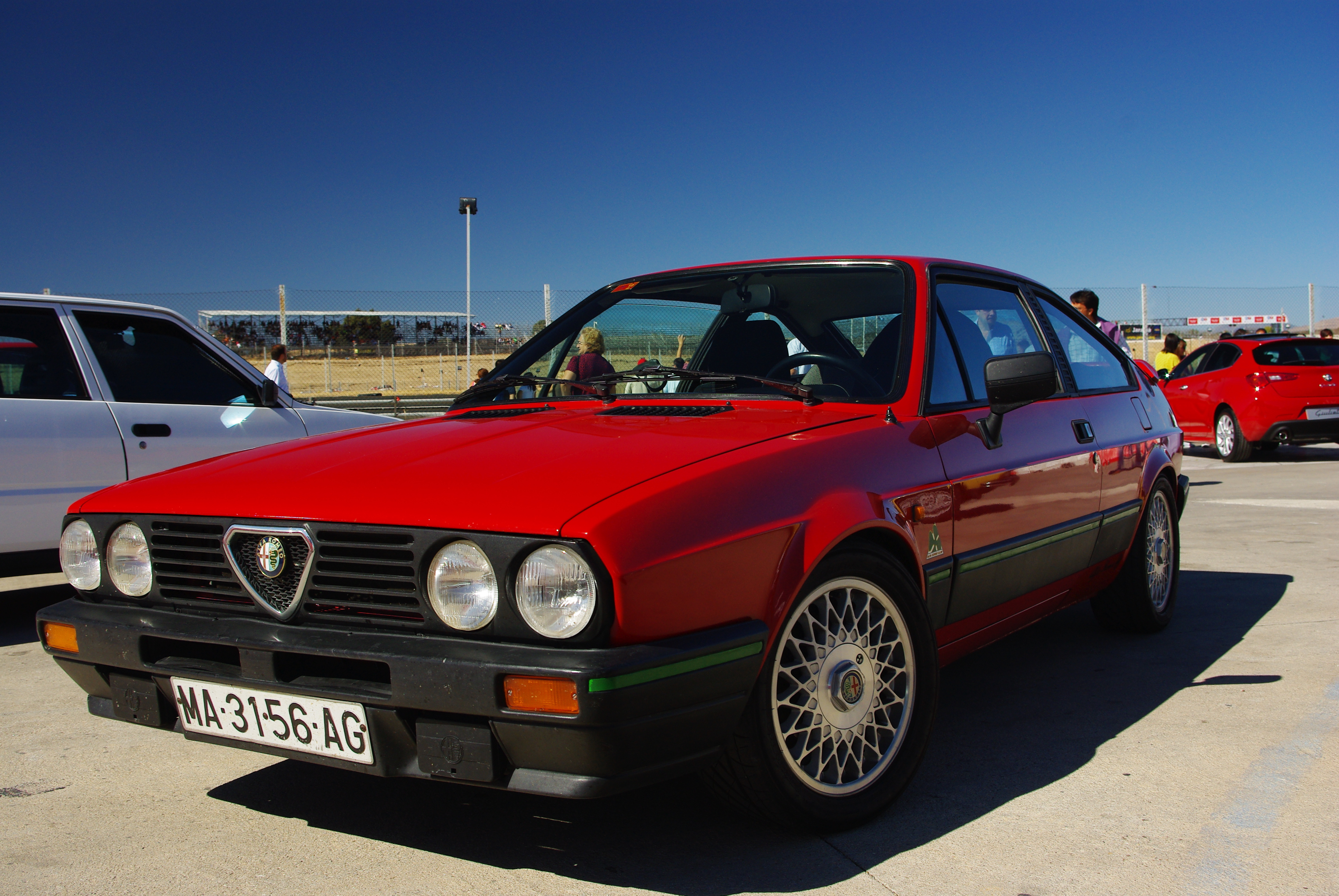
Alfa Romeo Sprint (1983–1989)

## Technische Daten
|                            | Alfasud                                                                                    | Alfasud ti [Alfasud ti 1.2]                                                                | Alfasud ti 1.3                                                                             | Alfasud Super 1.3                                                                          | Alfasud 1.3 [Alfasud TI 1.3]                                                               | Alfasud Super 1.5 Alfasud ti 1.5                                                           | Alfasud 1.5                                                                                | Alfasud TI 1.5 [TI 1.5 QV]                                                                 |
| -------------------------- | ------------------------------------------------------------------------------------------ | ------------------------------------------------------------------------------------------ | ------------------------------------------------------------------------------------------ | ------------------------------------------------------------------------------------------ | ------------------------------------------------------------------------------------------ | ------------------------------------------------------------------------------------------ | ------------------------------------------------------------------------------------------ | ------------------------------------------------------------------------------------------ |
| Bauzeitraum:               | 1971–1973 [1973–1980]                                                                      | 1973–1977 [1978–1979]                                                                      | 1976–1977 [1978–1980]                                                                      | 1977–1980 [1978–1982]                                                                      | 1980–1983                                                                                  | 1978–1980                                                                                  | 1980–1983                                                                                  | 1980–1983 [1983]                                                                           |
| Motor:                     | Vierzylinder-Boxermotor (Viertakt)                                                         | Vierzylinder-Boxermotor (Viertakt)                                                         | Vierzylinder-Boxermotor (Viertakt)                                                         | Vierzylinder-Boxermotor (Viertakt)                                                         | Vierzylinder-Boxermotor (Viertakt)                                                         | Vierzylinder-Boxermotor (Viertakt)                                                         | Vierzylinder-Boxermotor (Viertakt)                                                         | Vierzylinder-Boxermotor (Viertakt)                                                         |
| Hubraum:                   | 1186 cm³                                                                                   | 1186 cm³                                                                                   | 1286 cm³ [1351 cm³]                                                                        | 1286 cm³ [1351 cm³]                                                                        | 1351 cm³                                                                                   | 1490 cm³                                                                                   | 1490 cm³                                                                                   | 1490 cm³                                                                                   |
| Bohrung × Hub:             | 80,0 × 59,0 mm                                                                             | 80,0 × 59,0 mm                                                                             | 80,0 × 64,0 mm [80,0 × 67,2 mm]                                                            | 80,0 × 64,0 mm [80,0 × 67,2 mm]                                                            | 80,0 × 67,2 mm                                                                             | 84,0 × 67,2 mm                                                                             | 84,0 × 67,2 mm                                                                             | 84,0 × 67,2 mm                                                                             |
| Max. Leistung bei 1/min:   | 46 kW (63 PS) bei 6000                                                                     | 50 kW (68 PS) bei 6000                                                                     | 52 kW (71 PS) bei 5800 [58 kW (79 PS) bei 6000]                                            | 50 kW (68 PS) bei 6000 [55 kW (75 PS) bei 6000]                                            | 58 kW (79 PS) bei 6000 [63 kW (86 PS) bei 5800]                                            | 62 kW (84 PS) bei 5800                                                                     | 62 kW (84 PS) bei 5800                                                                     | 70 kW (95 PS) bei 5800 [77 kW (105 PS) bei 6000]                                           |
| Max. Drehmoment bei 1/min: | 83 Nm bei 3500 [88 Nm bei 3200]                                                            | 90 Nm bei 3200                                                                             | 103 Nm bei 3500 [111 Nm bei 3500]                                                          | 100 Nm bei 3500 [105 Nm bei 3000]                                                          | 111 Nm bei 3500 119 Nm bei 4000                                                            | 121 Nm bei 3500                                                                            | 121 Nm bei 3500                                                                            | 130 Nm bei 4000 [133 Nm bei 4000]                                                          |
| Ventilsteuerung:           | 2-Ventil-Technik, eine Nockenwelle pro Zylinderbank von jeweils einem Zahnriemen gesteuert | 2-Ventil-Technik, eine Nockenwelle pro Zylinderbank von jeweils einem Zahnriemen gesteuert | 2-Ventil-Technik, eine Nockenwelle pro Zylinderbank von jeweils einem Zahnriemen gesteuert | 2-Ventil-Technik, eine Nockenwelle pro Zylinderbank von jeweils einem Zahnriemen gesteuert | 2-Ventil-Technik, eine Nockenwelle pro Zylinderbank von jeweils einem Zahnriemen gesteuert | 2-Ventil-Technik, eine Nockenwelle pro Zylinderbank von jeweils einem Zahnriemen gesteuert | 2-Ventil-Technik, eine Nockenwelle pro Zylinderbank von jeweils einem Zahnriemen gesteuert | 2-Ventil-Technik, eine Nockenwelle pro Zylinderbank von jeweils einem Zahnriemen gesteuert |
| Maße L × B × H:            | 3890 × 1590 × 1370 mm 3935 × 1590 × 1370 mm (Giardinetta)                                  | 3890 × 1590 × 1370 mm 3935 × 1590 × 1370 mm (Giardinetta)                                  | 3890 × 1590 × 1370 mm 3935 × 1590 × 1370 mm (Giardinetta)                                  | 3890 × 1590 × 1370 mm 3935 × 1590 × 1370 mm (Giardinetta)                                  | 3890 × 1590 × 1370 mm 3935 × 1590 × 1370 mm (Giardinetta)                                  | 3890 × 1590 × 1370 mm 3935 × 1590 × 1370 mm (Giardinetta)                                  | 3890 × 1590 × 1370 mm 3935 × 1590 × 1370 mm (Giardinetta)                                  | 3890 × 1590 × 1370 mm 3935 × 1590 × 1370 mm (Giardinetta)                                  |
| Radstand:                  | 2455 mm                                                                                    | 2455 mm                                                                                    | 2455 mm                                                                                    | 2455 mm                                                                                    | 2455 mm                                                                                    | 2455 mm                                                                                    | 2455 mm                                                                                    | 2455 mm                                                                                    |
| Höchstgeschwindigkeit:     | 153 km/h [155 km/h]                                                                        | 161 km/h [153 km/h]                                                                        | 169 km/h [168 km/h]                                                                        | 159 km/h                                                                                   | 164 km/h [173 km/h]                                                                        | 171 km/h                                                                                   | 166 km/h                                                                                   | über 175 km/h                                                                              |

| Bauzeitraum:               | 1977–1978                                                                                  | 1978–1979                                                                                  | 1979–1983 [1983–1987]                                                                      | 1978–1979 [1979–1983]                                                                      | 1983–1987                                                                                  | 1987–1988 [1988]                                  |                                    |                                    |
| Motor:                     | Vierzylinder-Boxermotor (Viertakt)                                                         | Vierzylinder-Boxermotor (Viertakt)                                                         | Vierzylinder-Boxermotor (Viertakt)                                                         | Vierzylinder-Boxermotor (Viertakt)                                                         | Vierzylinder-Boxermotor (Viertakt)                                                         | Vierzylinder-Boxermotor (Viertakt)                | Vierzylinder-Boxermotor (Viertakt) | Vierzylinder-Boxermotor (Viertakt) |
| Hubraum:                   | 1286 cm³                                                                                   | 1351 cm³                                                                                   | 1351 cm³                                                                                   | 1490 cm³                                                                                   | 1490 cm³                                                                                   | 1712 cm³                                          |                                    |                                    |
| Bohrung × Hub:             | 80,0 × 64,0 mm                                                                             | 80,0 × 67,2 mm                                                                             | 80,0 × 67,2 mm                                                                             | 84,0 × 67,2 mm                                                                             | 84,0 × 67,2 mm                                                                             | 87,0 × 72,0 mm                                    |                                    |                                    |
| Max. Leistung bei 1/min:   | 55 kW (75 PS) bei 6000                                                                     | 58 kW (79 PS) bei 6000                                                                     | 63 kW (86 PS) bei 5800                                                                     | 62 kW (84 PS) bei 5800 [70 kW (95 PS) bei 5800]                                            | 77 kW (105 PS) bei 6000                                                                    | 87 kW (118 PS) bei 5800 [77 kW (105 PS) bei 5500] |                                    |                                    |
| Max. Drehmoment bei 1/min: | 103 Nm bei 3200                                                                            | 111 Nm bei 3500                                                                            | 119 Nm bei 4000                                                                            | 121 Nm bei 3500 [130 Nm bei 4000]                                                          | 133 Nm bei 4000                                                                            | 148 Nm bei 3500 [145 Nm bei 4500]                 |                                    |                                    |
| Ventilsteuerung:           | 2-Ventil-Technik, eine Nockenwelle pro Zylinderbank von jeweils einem Zahnriemen gesteuert | 2-Ventil-Technik, eine Nockenwelle pro Zylinderbank von jeweils einem Zahnriemen gesteuert | 2-Ventil-Technik, eine Nockenwelle pro Zylinderbank von jeweils einem Zahnriemen gesteuert | 2-Ventil-Technik, eine Nockenwelle pro Zylinderbank von jeweils einem Zahnriemen gesteuert | 2-Ventil-Technik, eine Nockenwelle pro Zylinderbank von jeweils einem Zahnriemen gesteuert | 2-Ventil-Technik, 1 Nockenwelle pro Zylinderbank  |                                    |                                    |
| Maße L × B × H:            | 4019 × 1620 × 1305 mm                                                                      | 4019 × 1620 × 1305 mm                                                                      | 4019 × 1620 × 1305 mm                                                                      | 4019 × 1620 × 1305 mm                                                                      | 4019 × 1620 × 1305 mm                                                                      | 4019 × 1620 × 1305 mm                             | 4019 × 1620 × 1305 mm              | 4019 × 1620 × 1305 mm              |
| Radstand:                  | 2455 mm                                                                                    | 2455 mm                                                                                    | 2455 mm                                                                                    | 2455 mm                                                                                    | 2455 mm                                                                                    | 2455 mm                                           | 2455 mm                            | 2455 mm                            |
| Höchstgeschwindigkeit:     | 165 km/h                                                                                   | 168 km/h                                                                                   | 173 km/h                                                                                   | 170 km/h [über 175 km/h]                                                                   | 186 km/h                                                                                   | 202 km/h [188 km/h]                               |                                    |                                    |

## Probleme
Italienische Wagen galten in den 1970er-Jahren insbesondere im englischsprachigen Raum als ästhetisch ansprechend, aber schlecht in der Haltbarkeit. Zudem entsprach die Qualität des Alfasud nicht seiner avancierten technischen Konzeption. Minderwertige Metalle, fehlende Rostvorsorge, schlechte Verarbeitung, Konstruktionsmängel, Bedienfehler durch die Halter und Reparaturanfälligkeit machten ihm schwer zu schaffen. Beispielsweise wurden werksseitig Hohlräume der Karosserie zur Geräuschdämmung ausgeschäumt, was jedoch durch Kapillarwirkung zu einer nachhaltigen Durchfeuchtung dieser Stellen führte. Eine, in der Presse weit verbreitete, Schmähung war zum Beispiel der Satz „Der Alfasud rostet bereits im Prospekt“, oder die Verballhornung des Markennamens zu Alfa Rosteo. Ein weiterer Imageschaden entstand durch die angebliche „weiße Serie“: Nach einem großen Streik sollen Hunderte verwitterte Rohkarosserien von den Arbeitern kurzerhand weiß lackiert, die Autos endmontiert und verkauft worden sein. Diese Autos standen praktisch schon mit Rostschäden in den Verkaufsräumen der Händler.

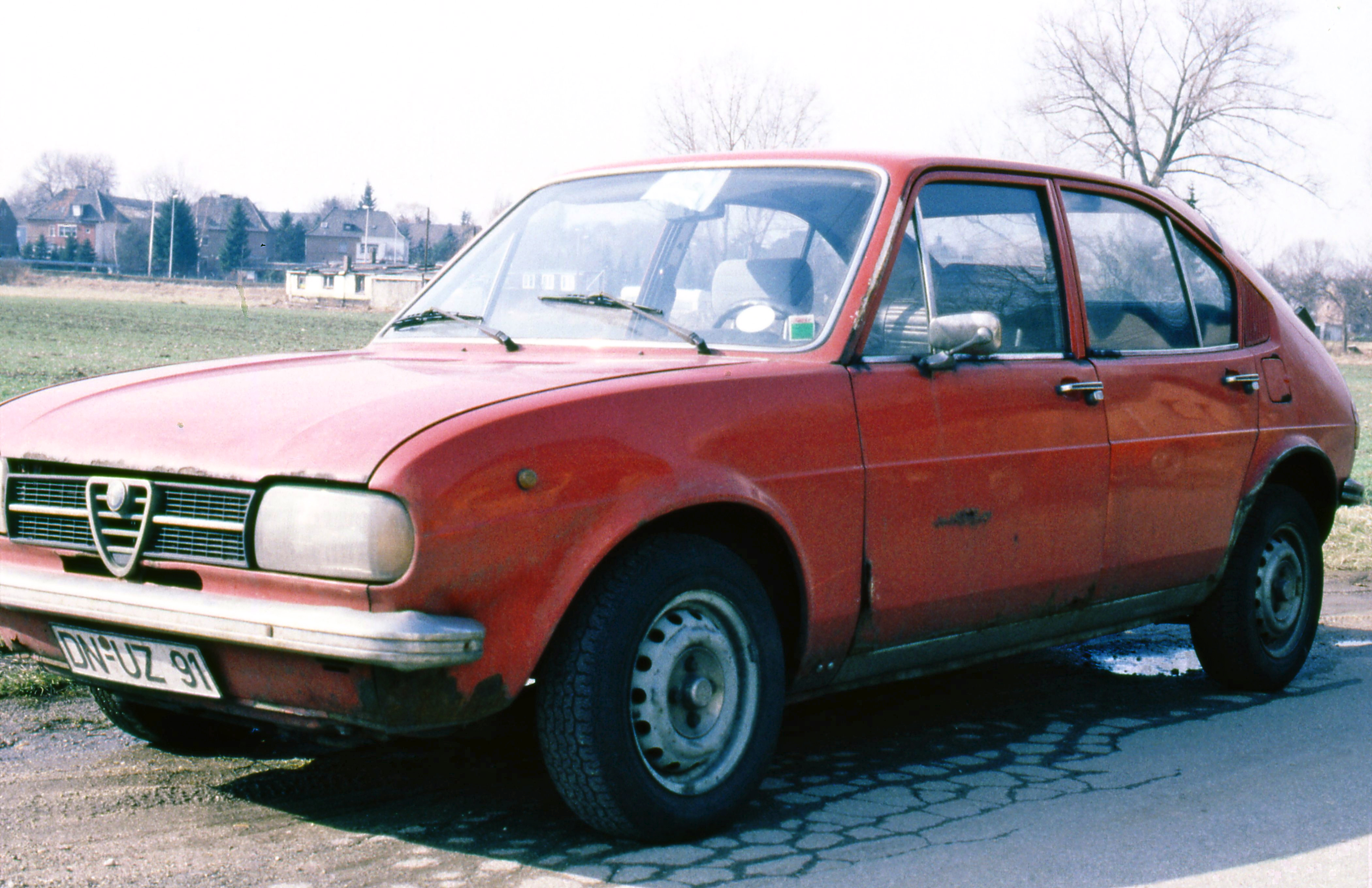
Ein sechs Jahre alter Alfasud wies bereits deutliche Roststellen an Türen und Kotflügeln auf.

Das Werk in Pomigliano d’Arco wurde in den zwölf Produktionsjahren über 700-mal bestreikt. Die zum Großteil ungelernten Arbeiter nahmen es mit Montage und Lagerung nicht so genau. Darunter litt die Qualität beträchtlich.